# Mago (zoroastrismo)
Los Magos (del latín magus, cf. en persa: مغ‎ pronunciado /moɣ/) eran sacerdotes en el zoroastrismo y las religiones tempranas de los iranios occidentales. El primer uso conocido de la palabra magos está en la inscripción trilingüe escrita por Darío el Grande, conocida como la Inscripción de Behistún. Textos persas antiguos, anteriores al período helenístico, se refieren a un magus como un sacerdote zurvánico y presumiblemente zoroastriano.
Ubicuo a lo largo de todo el Mediterráneo oriental y Asia occidental hasta la antigüedad tardía y posteriormente, la palabra mágos fue influenciada por el griego goēs (γόης) (a la que acabó sustituyendo), que era la palabra más antigua para referirse a un practicante de magia, incluyendo astronomía/astrología, alquimia y otras formas de conocimiento esotérico. Esta asociación fue a su vez producto de la fascinación helenística por Pseudo-Zoroastro, a quien los griegos consideraban el fundador caldeo de los Magos e inventor tanto de la astrología como de la magia, un significado que aún sobrevive en las palabras modernas «magia» y «mago».
En el Evangelio de Mateo, «μάγοι» (magoi) del oriente le rinden homenaje al Jesús recién nacido (este uso particular también se traduce comúnmente como «reyes», «reyes magos» y también como «sabios»).
El sacerdocio zoroastriano hereditario ha sobrevivido en India e Irán. Reciben allí el nombre de Herbad, Mobad (Magupat, es decir, jefe de los Maga) o Dastur dependiendo de su rango.

### Periodo romano

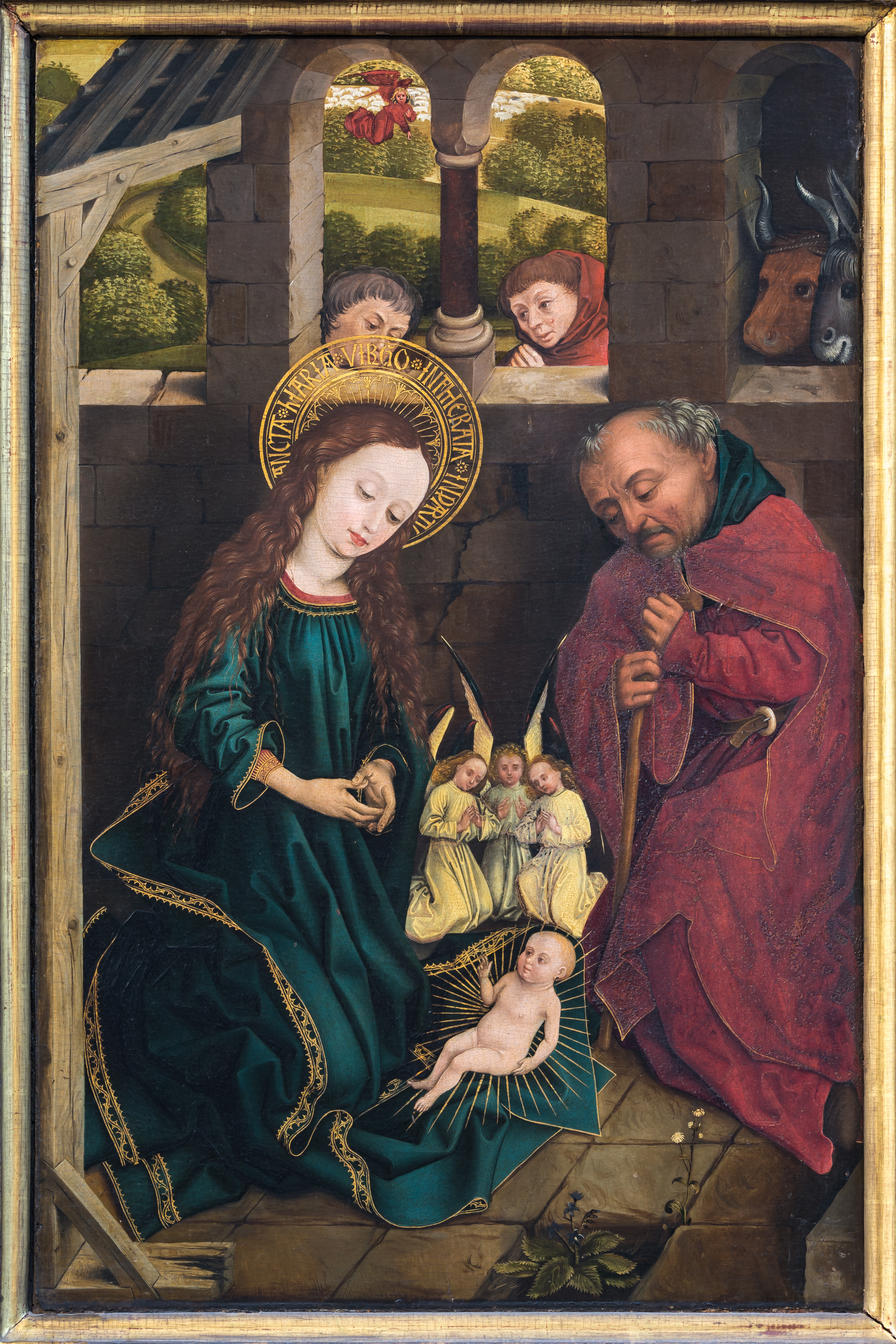
Pintura del Altar de los Reyes Magos Hans Pleydenwurff de 1490

## En la tradición cristiana

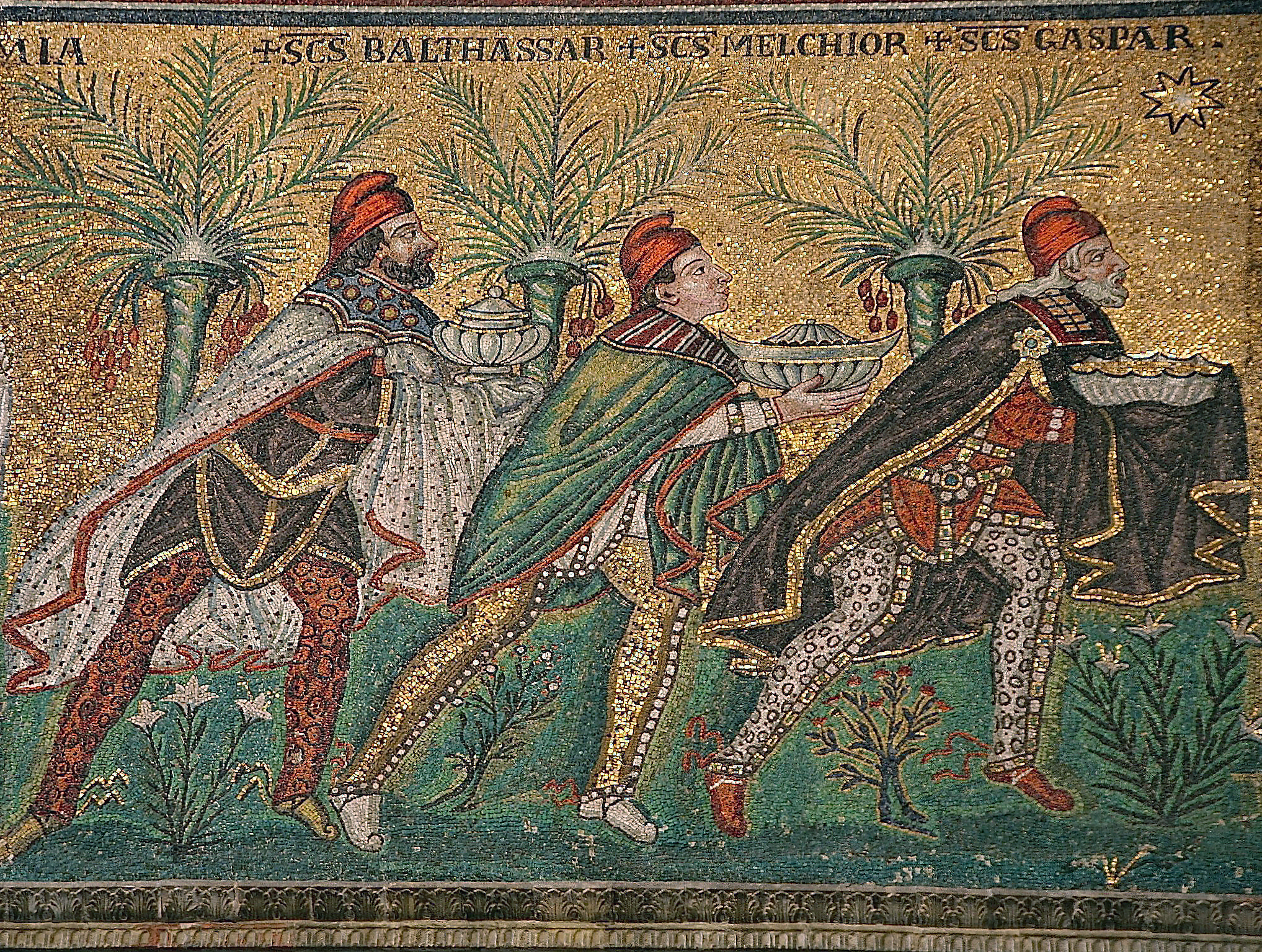
Representación bizantina de los Tres Reyes Magos en un mosaico del en la Basílica de San Apolinar el Nuevo.

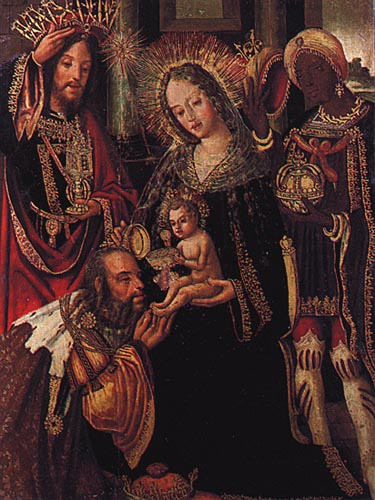
Representación convencional posterior al siglo XII de los magos bíblicos (Adoração dos Magos de Vicente Gil). Baltasar, el mago más joven, lleva incienso y representa a África. A la izquierda está Gaspar, de mediana edad, portador de oro y que representa a Asia. De rodillas está Melchor, el mayor, portando mirra y representando a Europa.

## En la tradición india

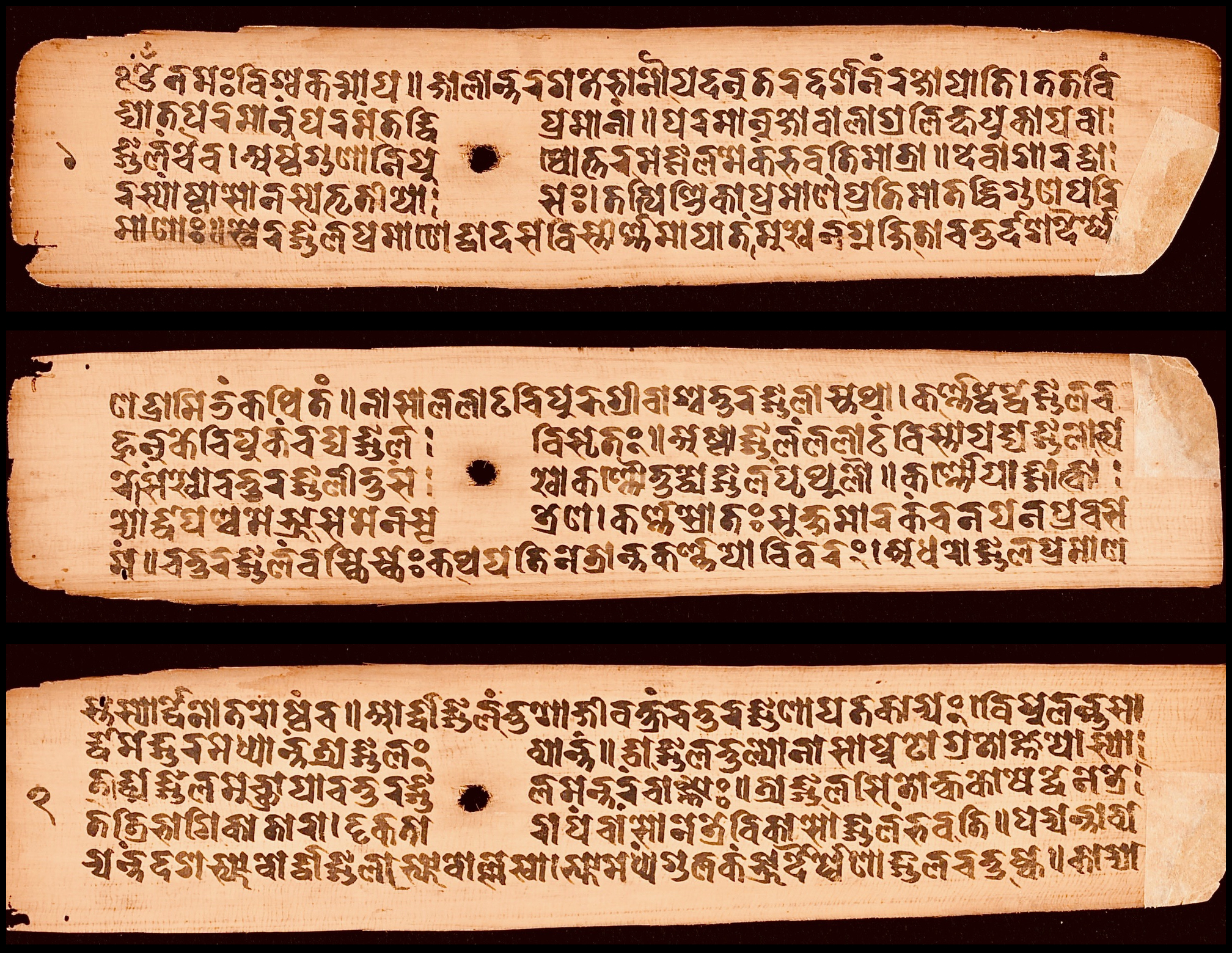
Brihat Samhita de Varahamijira, manuscrito de hoja de palma de 1279 d. C., Pratima lakshana, sánscrito

## Posible préstamo lingüístico al chino

Escritura china en bronce para wu 巫 «chamán».